# Verordnung (EU) 2020/1818 (PAB und CTB)
Die  Verordnung (EU) 2020/1818 (PAB und CTB), Langname “Delegierte Verordnung (EU) 2020/1818 der Kommission vom 17. Juli 2020 zur Ergänzung der Verordnung (EU) 2016/1011 des Europäischen Parlaments und des Rates im Hinblick auf Mindeststandards für EU-Referenzwerte für den klimabedingten Wandel und für Paris- abgestimmte EU-Referenzwerte”, ist eine EU-Verordnung, die den Rechtsrahmen für Klima-Benchmarks festlegt. Dies kann ein Aktienindex oder ein Rentenindex sein.
Durch diese Verordnung werden zwei neue Arten von Indices definiert:
- PAB: EU Paris-aligned-Benchmark (deutsch: Paris-abgestimmter EU-Referenzwert)
- CTB: EU Climate Transition Benchmark (deutsch: EU-Referenzwert für den klimabedingten Wandel)

Aufgrund dieser neuen Begriffe bzw. deren Abkürzungen haben auch die Kurzbezeichnungen „PAB-Verordnung“ bzw. „PAB-und CTB-Verordnung“ weite Verbreitung innerhalb der deutschen Finanzbranche gefunden.
Die Planung des Rechtsakts begann am 25. Juni 2019. Am 3. Dezember 2020 wurde er im Amtsblatt der EU veröffentlicht.
Gemäß Erwägungsgrund 3 wird mit diesem Rechtsakt folgendes Ziel verfolgt: „In der Verordnung (EU) 2016/1011 werden EU-Referenzwerte für den klimabedingten Wandel und für Paris-abgestimmte EU-Referenzwerte festgelegt. Die Methodik dieser Referenzwerte beruht auf den im Übereinkommen von Paris festgelegten Verpflichtungen. Es ist erforderlich, die für beide Arten von Referenzwerten geltenden Mindeststandards festzulegen. Mit den EU-Referenzwerten für den klimabedingten Wandel und den Paris-abgestimmten EU-Referenzwerten werden ähnliche Ziele verfolgt, die jedoch unterschiedlich ehrgeizig ausfallen. Der Großteil der Mindeststandards sollte daher für beide Arten von Referenzwerten gelten, wobei die Schwellenwerte jedoch je nach Art des Referenzwerts variieren sollten.“

## Aufbau der Verordnung
Der Rechtsakt besteht aus 4 Kapiteln, die 16 Artikel umfassen:
1. Begriffsbestimmungen
2. Referenztemperatur-Szenario
3. Beschränkung hinsichtlich der Aktienallokation
4. Berechnung der THG-Emissionsintensität oder der absoluten THG-Emissionen
5. Einführung von THG-Emissionsdaten der Kategorie Scope 3 in die Referenzwert-Methodik
6. Festlegung und Veröffentlichung von THG-Emissionsreduktionszielen durch Unternehmen
7. Festlegung eines Dekarbonisierungszielpfads
8. Veränderung der THG-Emissionsintensität und der absoluten THG-Emissionen
9. Referenzwert für die Reduktion der THG-Emissionsintensität oder der absoluten THG-Emissionen für EU-Referenzwerte für den klimabedingten Wandel
10. Ausschlüsse im Zusammenhang mit EU-Referenzwerten für den klimabedingten Wandel
11. Referenzwert für die Reduktion der THG-Emissionsintensität oder der absoluten THG-Emissionen für Paris-abgestimmte EU-Referenzwerte
12. Ausschlüsse im Zusammenhang mit Paris-abgestimmten EU-Referenzwerten
13. Transparenzanforderungen für Schätzungen
14. Offenlegung des Dekarbonisierungszielpfads
15. Genauigkeit der Datenquellen
16. Inkrafttreten und Anwendung